# San Miguel Ejutla
San Miguel Ejutla là một đô thị thuộc bang Oaxaca, México. Năm 2005, dân số của đô thị này là 778 người.